# يان موريسون
يان موريسون (بالإنجليزية: Ian Morrison)‏ هو صحفي أسترالي، ولد في 31 مايو 1913 في بكين في الصين، وتوفي في 12 أغسطس 1950.